# Ногайский овраг
Ногайский — овраг в Старой Уфе города Уфы, который едва заметен из-за сильно изменившегося рельефа.

## Описание
По оврагу протекает река Ногайка, ныне — частично засыпан в районе набережной реки Белой на Оренбургской переправе. Через овраг и реку XVIII веке построен Ногайский мост к Шугуровской горе, которая находилась западнее оврага.

## История
30 мая 1574 года, по юлианскому календарю, в Троицын день, между устьями рек Ногайки и Сутолоки, высадился отряд московских стрельцов.
Во второй половине XVII века по Ногайскому оврагу проходила западная граница Уфы, когда в городскую черту вошли восемь крупных оврагов, в том числе Сутолоцкий овраг.

## Галерея

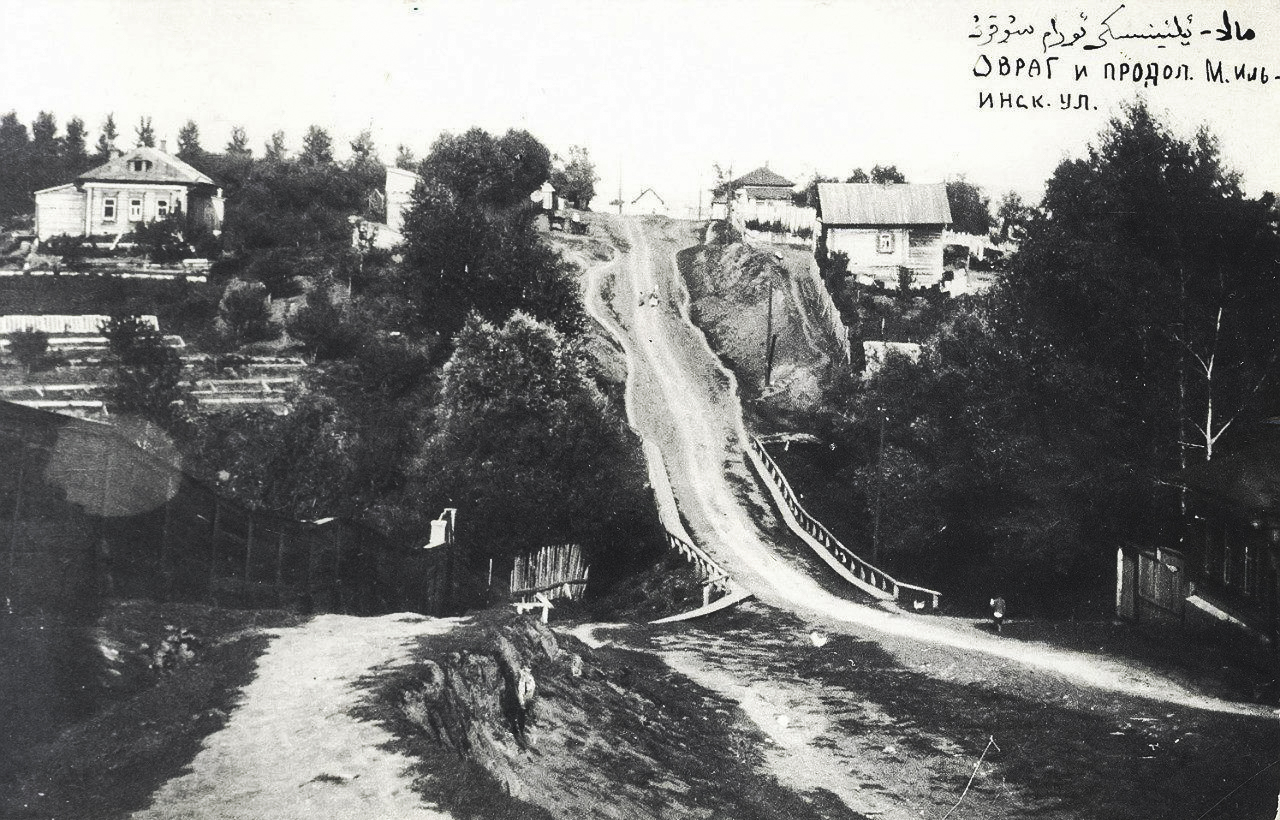
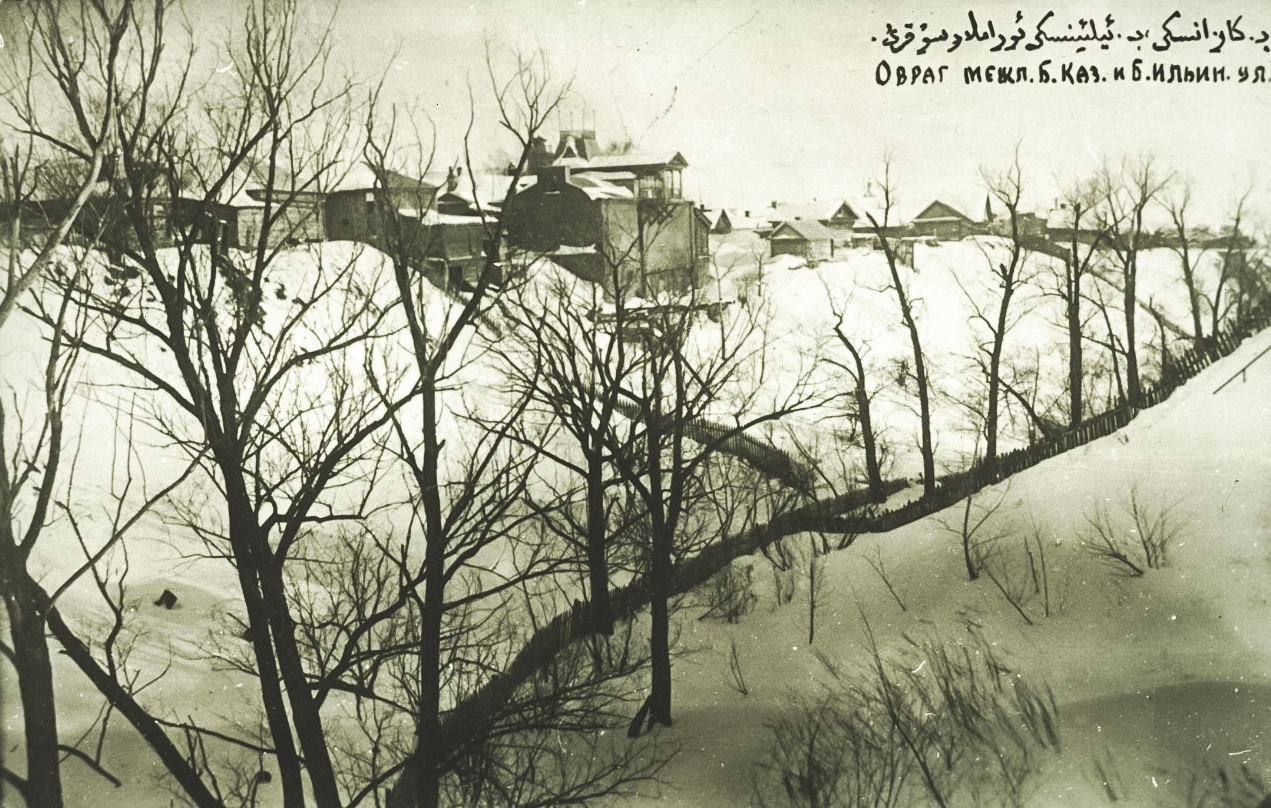